# Provinces de Zambie
La Zambie est divisée depuis 2010 en 10 provinces. 

Les provinces de Zambie

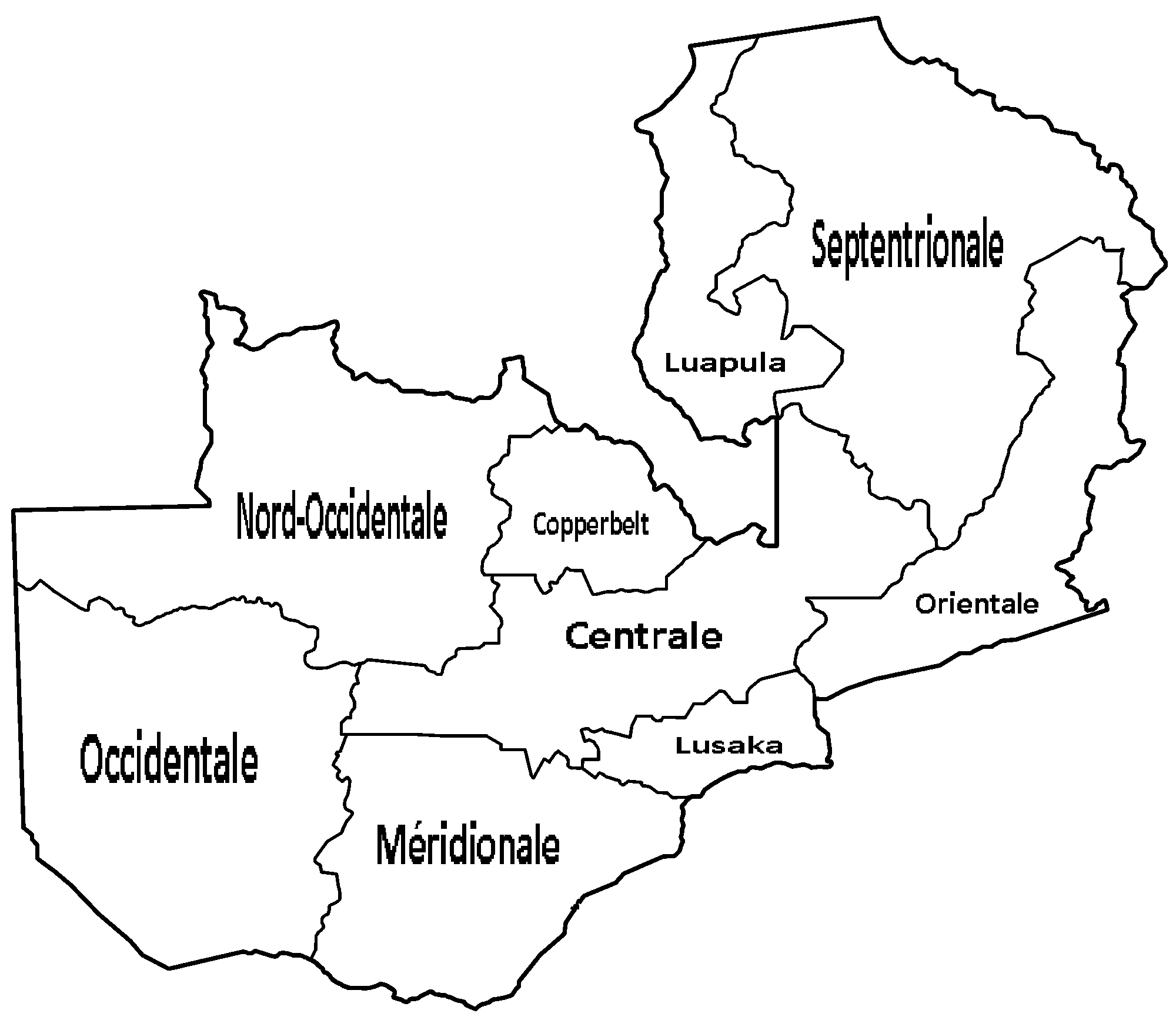
L'ancien découpage avant 2010

| Province         | Capitale | Superficie (km²) | Population | Densité (hab./km²) | Districts |
| ---------------- | -------- | ---------------- | ---------- | ------------------ | --------- |
| Centrale         | Kabwe    | 94 394           | 1 307 111  | 13.4               | 11        |
| Copperbelt       | Ndola    | 31 328           | 1 972 317  | 62.5               | 10        |
| Orientale        | Chipata  | 51 476           | 1 592 661  | 24.7               | 9         |
| Luapula          | Mansa    | 50 567           | 991 927    | 19.0               | 11        |
| Lusaka           | Lusaka   | 21 896           | 2 191 225  | 100.4              | 8         |
| Muchinga         | Chinsali | 87 806           | 711 657    | 8.1                | 7         |
| Nord-Occidentale | Solwezi  | 125 826          | 727 044    | 5.6                | 9         |
| Septentrionale   | Kasama   | 77 650           | 1 105 824  | 14.2               | 9         |
| Méridionale      | Choma    | 85 283           | 1 589 926  | 18.8               | 13        |
| Occidentale      | Mongu    | 126 386          | 902 974    | 7.0                | 16        |
| Zambie           | Lusaka   | 752612           | 13092666   | 17.3               | 103       |